# Svatý Jan (Květov)

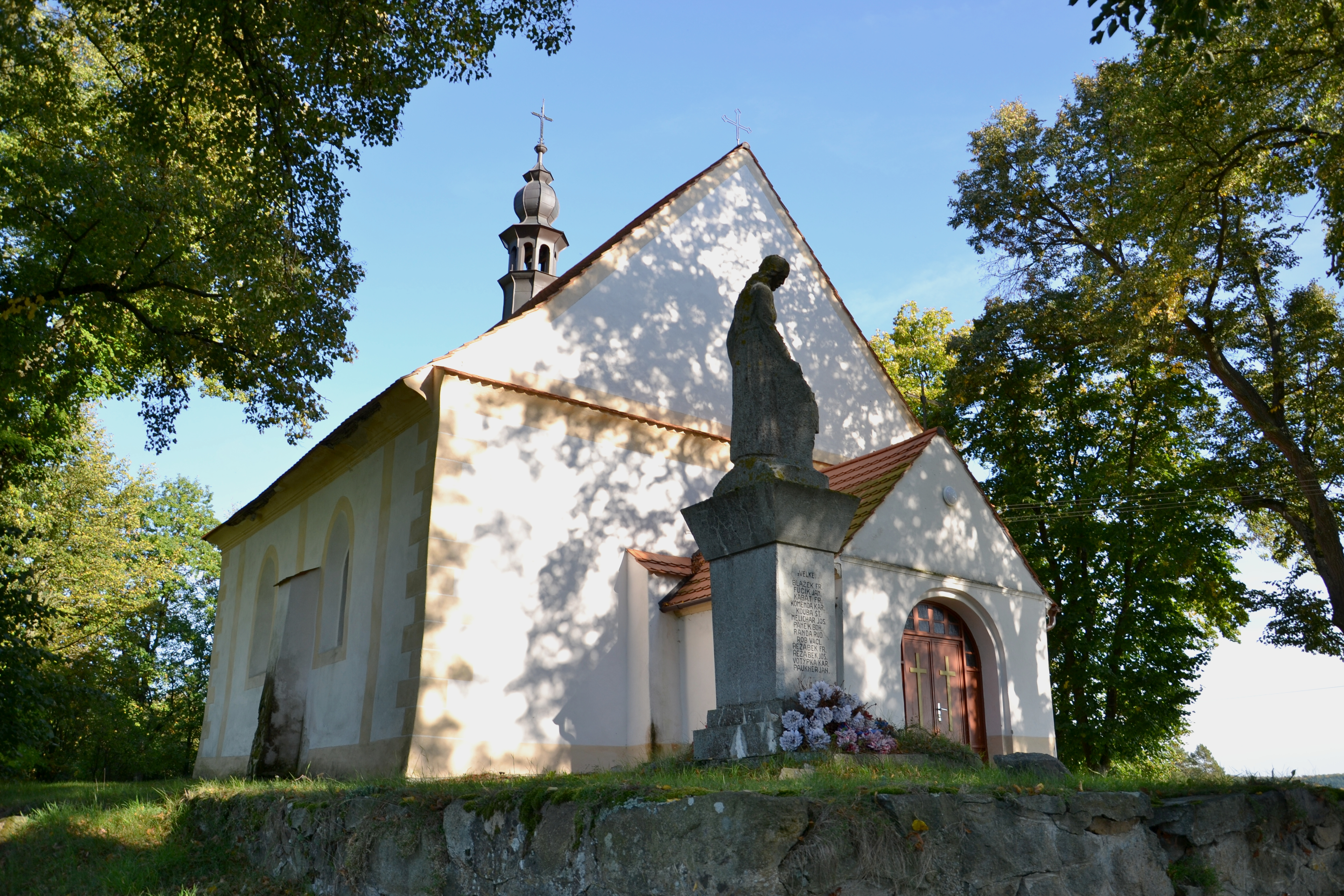
Wallfahrtskirche, im Vordergrund die Statue des hl. Johannes von Nepomuk

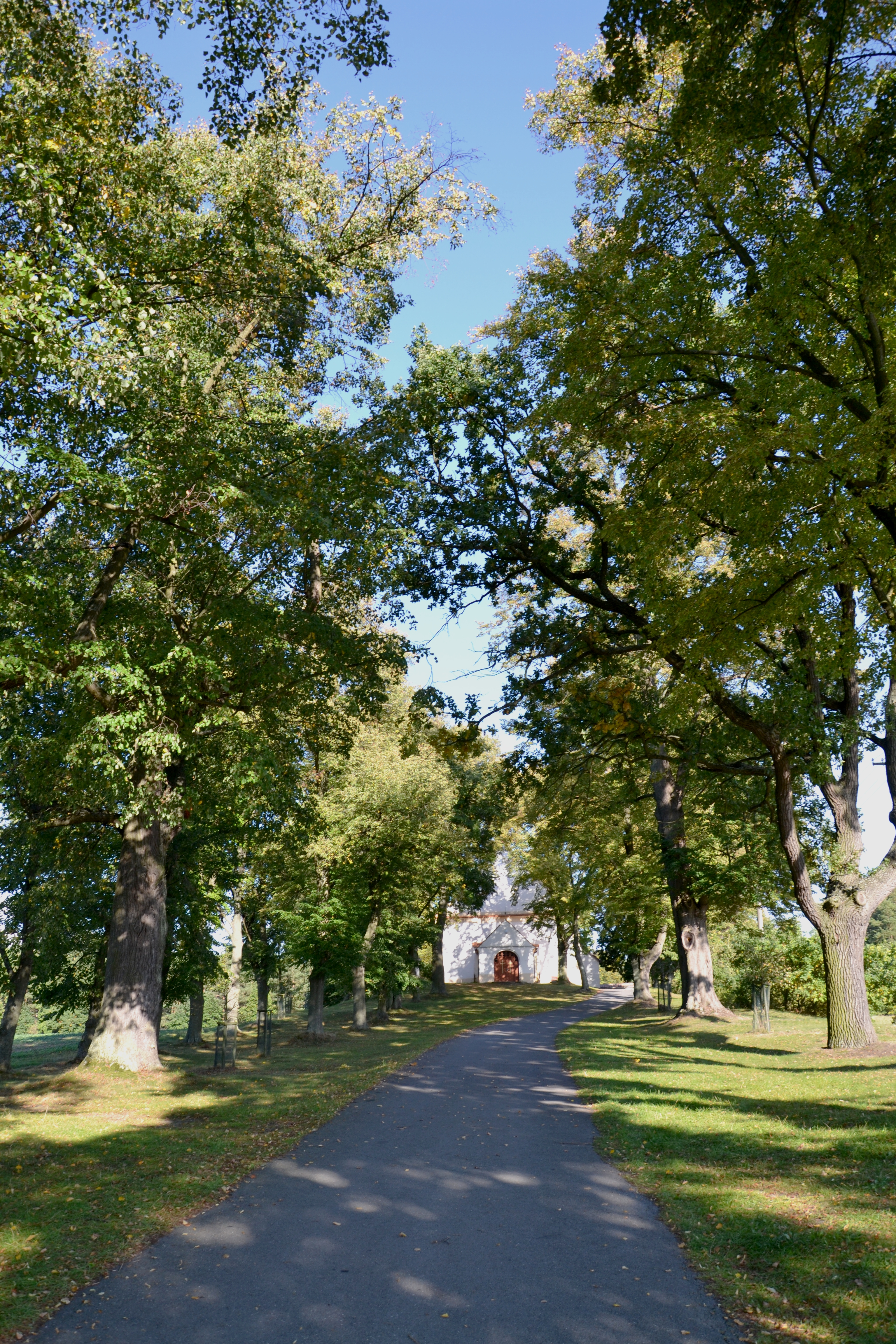
Allee zur Wallfahrtskirche

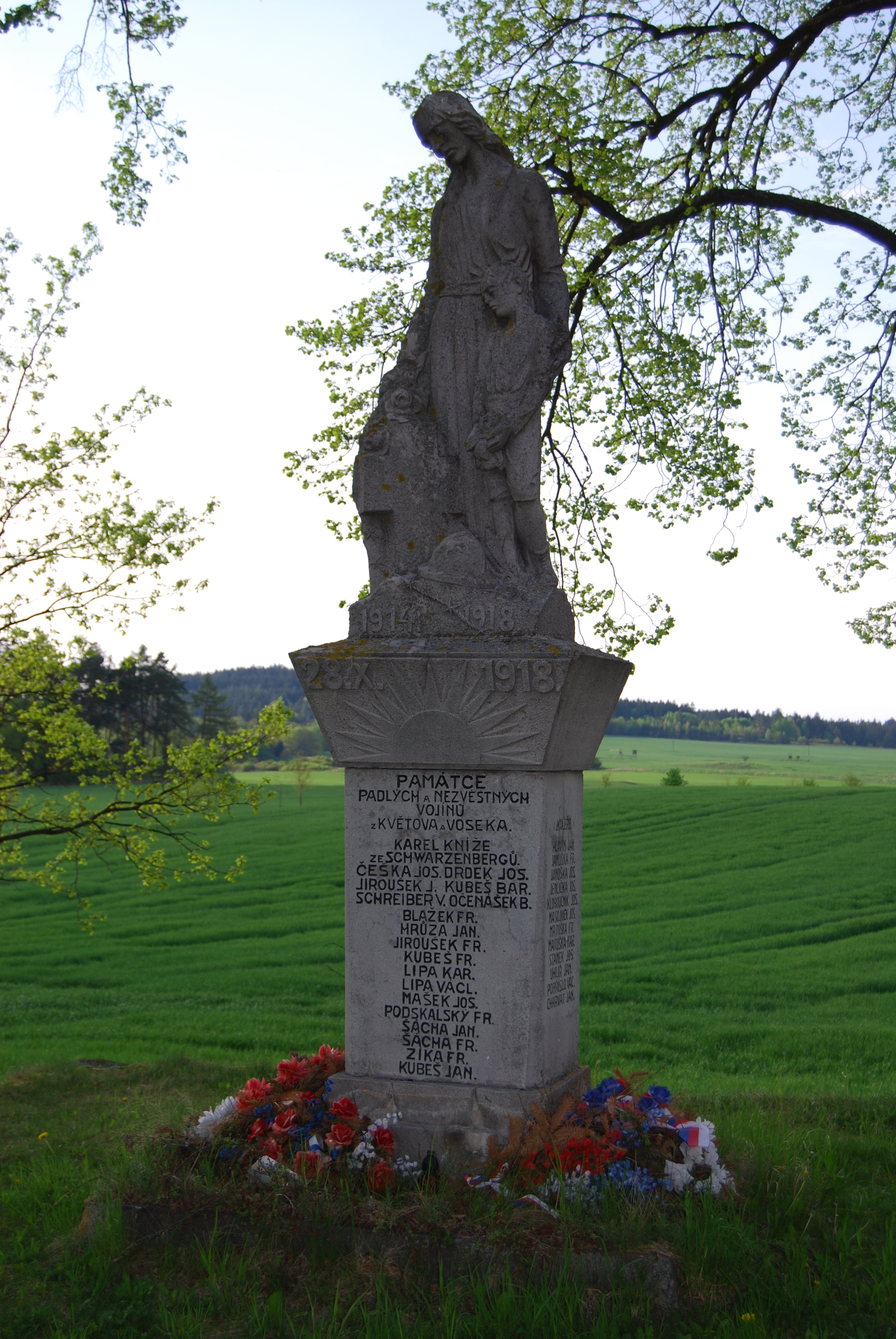
Denkmal für die Gefallenen des Ersten Weltkrieges

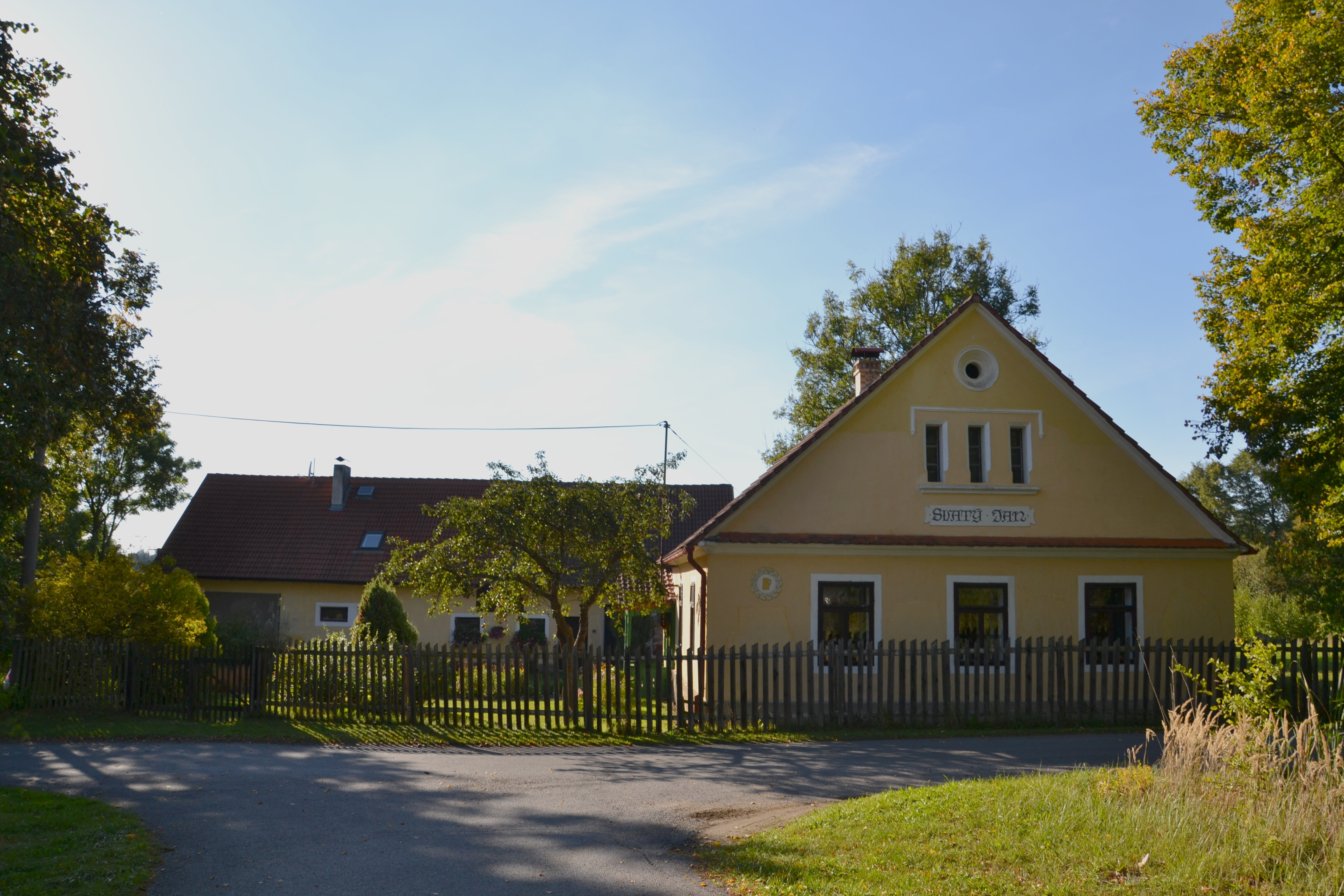
Chaluppe in Svatý Jan

Svatý Jan (deutsch St. Johann) ist eine Siedlung der Gemeinde Květov in Tschechien. Sie liegt sieben Kilometer westlich von Milevsko in Südböhmen und gehört zum Okres Písek.

## Geographie
Svatý Jan befindet sich in der zum Mittelböhmischen Hügelland gehörigen Milevská pahorkatina. Die Siedlung liegt auf einer Kuppe rechtsseitig über dem Tal des Baches Hrejkovický potok. Gegen Südosten erstreckt sich das Waldgebiet Kopaniny mit dem Wildgehege Květovská obora. Nördlich erhebt sich der Holý vrch (490 m), im Nordosten die Hůrky (503 m), südöstlich der Karlův vrch (Buchenberg, 535 m) und der Mlynářův vrch (512 m), im Westen der Chumelák (489 m) sowie nordwestlich der Chlum (552 m).
Nachbarorte sind Laciny und Velká im Norden, Zbelítov und Osek im Nordosten, Kamenný Kříž, Hajda, Pazderna und Hamr im Osten, Rukáveč und Tyrolský Dům im Südosten, Květov im Süden, U Křížku, V Dolanech, U Kloboučníků und U Moravců im Südwesten, Kučeř, Borek und Matuška im Westen sowie Pazderna, Jickovice und Chlum im Nordwesten.

## Geschichte
Svatý Jan entstand an einem alten Steig zwischen Písek und Mühlhausen und war seit dem Mittelalter ein Wallfahrtsort. Nordwestlich der Siedlung liegt das Bergbaugebiet Velká Halda, dessen Silber- und Bleigruben auf Veranlassung König Johann von Luxemburgs angelegt worden sein sollen.
Seit dem 16. Jahrhundert wurde die Kirche als wüst bezeichnet. Im Jahre 1567 ließ der Bauer Jan Kotrba die Kirche auf eigene Kosten wiederaufbauen. 1777 erfolgte eine Instandsetzung und Umgestaltung der Kirche, bei der der Worliker Amtsverwalter Franz Fuka einen Teil der Kosten übernahm. Die Kirche war eine Filiale der Pfarrei Čerwena. Bis zur Mitte des 19. Jahrhunderts St. Johann immer als Teil der Herrschaft Klingenberg zur Fideikommissherrschaft Worlik samt den Allodialgütern Zalužan, Zbenitz und Bukowan untertänig.
Nach der Aufhebung der Patrimonialherrschaften bildete Svatý Jan/St. Johann ab 1850 eine Ansiedlung der Gemeinde Květov in der Bezirkshauptmannschaft Písek und Gerichtsbezirk dem Milevsko. In dieser Zeit erfolgten auch erste Schürfarbeiten in den alten Gruben der Velká Halda. In den 1890er Jahren wurde die Zeche St. Johannes von Nepomuk wiederaufgenommen und bis auf 65 m abgeteuft. Der Gang wurde jedoch nur auf fünf Strecken in 20 m, 25,7 m, 36,7 m, 41,7 und 47,7 m Teufe angefahren und etwa drei Tonnen Erze gefördert, die in Příbram verarbeitet wurden. Wegen Unrentabilität erfolgte 1895 die Einstellung des Betriebs.
Im Jahre 1956 begann eine Untersuchung der polymetallischen Lagerstätte von Svatý Jan. Dazu wurde 190 m südwestlich des alten Johannes von Nepomuk-Schachtes ein neuer Schacht 1 bis in 24 m Teufe niedergebracht sowie zwei Tiefbohrungen in 135 bzw. 200 m Teufe vorgenommen. Bei den Schürfarbeiten auf Galenit und Silber wurde jedoch nur mit der Tiefbohrung 1 in 109 m Teufe ein Gang mit einer Mächtigkeit von 10 cm angefahren. Insgesamt ergab die bis 1958 andauernde Untersuchung, dass die Lagerstätte aus Gängen mit einer Mächtigkeit von ca. 25 bis 45 cm besteht, deren Gehalt an Blei bei 2 %, an Zink bei 0,5 % und an Kupfer bei 0,04 % lag. Außerdem wurde ein Silberanteil von 45 bis 100 Gramm pro Tonne Erz ermittelt. Neben verschiedenen Halden erinnert an den Bergbau heute nur noch die Ruine des Schachthauses der Lagerstättenuntersuchung.

## Ortsgliederung
Die Siedlung Svatý Jan ist Teil des Katastralbezirkes Květov.

## Sehenswürdigkeiten
- Wallfahrtskirche des hl. Johannes des Täufers und der Jungfrau Maria, sie wurde 1567 anlässlich ihrer Wiederherstellung erstmals erwähnt. Der einschiffige Renaissancebau weist mit seinen Spitzbogenfenstern noch spätgotische Elemente auf. Im Jahre 1777 erfolgte eine barocke Umgestaltung. Umgeben wird sie von einem Friedhof. Die Kirche gehört zu den Kulturdenkmalen des Okres Písek.
- Wegkreuz
- Denkmal für die Gefallenen des Ersten Weltkrieges mit Statue des hl. Johannes von Nepomuk, vor der Kirche